# Placido (martire)
Placido (... – Trasacco, 31 agosto 237) è stato un prete romano, venerato come santo dalla Chiesa cattolica.

## Agiografia
Della vita di Placido non conosciamo praticamente nulla, se non che era un prete cristiano vissuto nel III secolo.
Il Martirologio Romano indica al 31 agosto la morte del prete Cesidio, insieme con altri cristiani a Trasacco presso il lago Fucino, in forza della narrazione basata, probabilmente, su una passio latina degli Atti di San Cristoforo e in base alla quale i tre preti restarono vittima delle persecuzioni volute dall'imperatore Massimino il Trace. Cesidio, Placido ed Eutichio vennero uccisi durante una messa a Trasacco, dove il vescovo di Assisi Rufino, nonché padre di Cesidio, vi aveva fondato una chiesa affidata al figlio stesso, andata poi distrutta per incursione degli Ungari. Con loro perirono un numero imprecisato di cristiani. La morte di Placido e di tanti cristiani dipese principalmente dalla condanna a morte che aveva colpito Cesidio, reo di aver trafugato a Trasacco il corpo del padre Rufino, anche lui martirizzato.

## Culto
È considerato santo dalla Chiesa cattolica. Negli anni cinquanta del Novecento le ossa del santo vennero ricomposte dando alle stesse le sembianze di un giovane in abito romano.
Le sue reliquie sono attualmente conservate nella Chiesa SS. Annunziata, all'interno di un'urna vetrata.
San Placido è patrono di Montecarotto.